# Pjotr Dmitrijevič Boborykin
Pjotr Dmitrijevič Boborykin (rusky Пётр Дмитриевич Боборыкин; 27. srpna 1836 Nižnij Novgorod – 12. srpna 1921 Lugano) byl ruský spisovatel, novinář, kritik a historik literatury, publicista, divadelník, memoárista, překladatel.

## Životopis
Narodil se v rodině statkáře. Z matčiny strany byl jeho dědečkem generálmajor Pjotr Bogdanovič Grigorjev, rytíř Řádu svatého Jana Jeruzalémského (1800), jeden z organizátorů nižněnovgorodské domobrany z roku 1812. Petraševec N. P. Grigorjev byl jeho strýcem.
Petr Boborykin studoval na nižněnovgorodském gymnáziu. V roce 1853 nastoupil na komorní oddělení právnické fakulty císařské Kazaňské univerzity. Od druhého ročníku pracoval v chemické laboratoři pod vedením A. M. Butlerova. Během studentských let přeložil Lehmannovu učebnici chemie, kterou později vydal M. O. Wolf. Protože ho chemie uchvátila, přešel na univerzitu v Dorpatu, kde pět let (1855–1860) navštěvoval kurz lékařské fakulty, sestavil příručku fyziologické chemie a spolu se svým přítelem V. Bakstem přeložil svazek Dondersovy příručky fyziologie.
Boborykin, který plynně hovořil hlavními evropskými jazyky a procestoval celou Evropu, byl znám jako jeden z nejkulturnějších lidí své doby. Jako dramatik debutoval v roce 1860, v témže roce vydal komedii Odnodvorec. V letech 1863–1864 vydal autobiografický román Na cestě. Byl redaktorem-vydavatelem časopisu Knihovna pro čtení (1863–1865) a spolupracoval s časopisem Russkaja stena. Dlouhodobě žil v zahraničí, kde se setkal s E. Zolou, E. Goncourtem, A. Daudetem. V roce 1900 byl zvolen čestným akademikem výtvarného umění.

### Rodina
Manželka – Sofie Alexandrovna Boborykinová (rozená Zborževská, divadelní pseudonym Severcová; 1845–1925), ruská překladatelka, prozaička, herečka.

### Tvorba
Jak sám Boborykin vzpomínal: „dva hlavní slovesné sklony: umělecké psaní a expresivní čtení – předmět zájmu celého mého spisovatelského života – se rýsovaly již před nástupem do puberty, tedy před vstupem na univerzitu“. První povídku – humoristickou – napsal po přechodu do 6. třídy gymnázia.
Pracoval v časopisech Otečestvennyje zapiski, Věstník Evropy, Severnyj vestnik, Russkaja mysl, Artist a dalších. Byl autor mnoha románů, novel, povídek, divadelních her a také prací o dějinách západoevropské a ruské literatury. K jeho nejznámějším dílům patří romány Oběť večera (1868), Delcy (1872–1873), Kitaj-gorod (1882), Vasilij Terkin (1892), Tjaga (1898), novela Poumnel (1890), komedie Nakipy (1899).
Termín „inteligence“ se v ruské kultuře začal masově používat v 60. letech 19. století, kdy jej v tisku začal používat novinář P. D. Boborykin. Vysvětloval, že si tento termín vypůjčil z německé kultury, kde se používal pro označení části společnosti, která se zabývala intelektuální činností. Boborykin se označil za „kmotra“ nového pojmu a vložil do něj zvláštní význam: definici inteligence jako souboru představitelů „vysoké intelektuální a etické kultury“, nikoliv „pracovníků duševní práce“. Podle jeho názoru je ruská inteligence zvláštním morálním a etickým fenoménem. Inteligence v tomto pojetí zahrnuje představitele různých profesních skupin, různých politických přesvědčení, mající společný duchovní a morální základ. S tímto významem se pojem "inteligence" vrátil na Západ, kde se začal považovat za ryze ruský.
Román Kitaj-gorod – jedno z jeho nejslavnějších děl, byl původně koncipován jako román-bádání, kronikářský dokument věnovaný životu a mravům Moskvanů své doby. Toto dílo je zajímavé nejen z uměleckého, ale i z historického hlediska. Boborykinovi se připisuje vynález svačinového salátu „Jerundopel“, který byl poprvé představen na stránkách Kitaj-gorodu. V románu jsou s téměř vědeckou přesností popsány detaily kupeckého života, kulinářské záliby, interiéry, každodenní povinnosti a zvyky kupců i šlechticů na pozadí předtuchy nadcházejících a probíhajících společensko-politických změn v románu. To vše sloužilo hlavnímu úkolu spisovatele – zdůvodnit představu o historické roli Moskvy v poslední třetině 19. století.

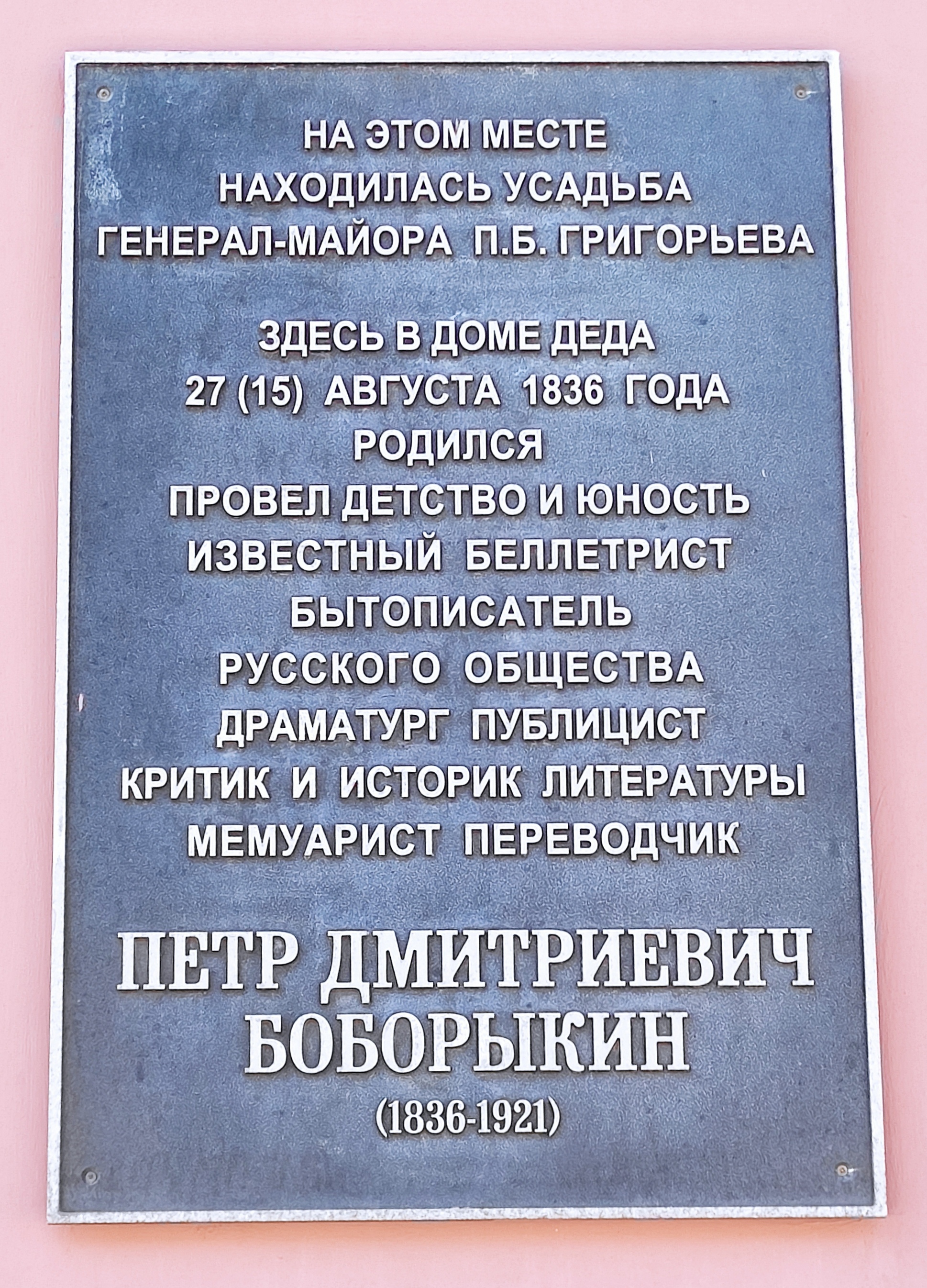
Pamětní deska v Nižním Novgorodu

### Paměť
Pamětní deska P. D. Boborykina na ulici Bolšaja Pokrovskaja v Nižním Novgorodu

## Dílo
- Ребёнок: (Драма в пяти действиях). — Москва, 1860. — 59 с. — (Б-ка для чтения)
- Земские силы: Роман / [Соч.] П. Д. Боборыкина. Т. 1. — Санкт-Петербург: тип. Имп. Акад. наук, 1865. — 234 с.
- Жертва вечерняя: Роман в 2-х кн. и 4-х ч. П. Боборыкина. Кн. 1—2. — Санкт-Петербург: тип. М. Хана, 1868.
- Solidnija dobroděteli: roman – Sanktpeterburg: 1871
- В чужом поле: Роман в 2 кн. П. Боборыкина. — Санкт-Петербург: тип. А. М. Котомина, 1872. — 345 с. — (Библиотека современных писателей).
- Театральное искусство: практическое пособие. — Санкт-Петербург: Тип. Н. Неклюдова, 1872. — II, XII, 396, XXV с.
- Ne u děl: sceny v trech aktach – Sanktpeterburg: 1878
- Sočinenija P. I. Jakuškina – s portretom avtora, jego biografijej S. V. Maksimova i tovariščeskimi o nem vospominanijami P. D. Boborykina, P. I. Vejnberga, I. F. Gorbunova, A. F. Ivanova, N. S. Kuročkina, N. A. Lejkina, N. S. Leskova, D. D. Minajeva, V. N. Nikitina, V. O. Portugalova i S. I. Turbina. Sanktpeterburg: 1884
- Доктор Мошков: Пьеса в 4 актах. — Санкт-Петербург: типо-лит. А. Е. Ландау, 1885. — 64 с.
- Народный театр — Санкт-Петербург: тип. газ. «Новости», 1886. — 28 с.
- Sobranie romanov’, povĕstej i raskazov’ v 12 tomach – Sanktpeterburg: 1897: Китай-город. Романь[1] Безь мужей. Повесть – Псарня. Очеркь– Умереть-уснуть... Разсказь – Пристроился. Повесть – Безвестная. Разсказь[2] По чужимь людям. Разсказь – За красненкьую. Разсказь – Последняя депеша. Разсказь – Три афиши. Разсказь – Голубой лифь. Разсказь – У плиты. Разсказь – Изъ новыхь 1. Романь[3] Изъ новыхь 2, 3[4] На ущербъ. Романь[5] Обречена. Повесть – Проъздомь. Повесть – Вторая оть воды. Разсказь – Въ отьeздь. Разсказь[6] Перевал 1, 2. Романь[7] Перевал 3. Романь – Съ убiйцей. Повесть – Горленки. Разсказь[7] Ходокь. Романь[8] Поумнъль. Повесть – Измънникь. Повесть – Морзь и Юзь. Разсказь[9] Раннiе выводки. Повесть – Трупь. Разсказь – Василий Теркинь 1. Романь[10] Василий Теркинь 2, 3.[11]
- Tjaga: roman v dvuch časťjach – Petrohrad: 1898?
- Накипь: Комедия в 4 актах П. Д. Боборыкина. — [Санкт-Петербург]: тип. т-ва «Труд», ценз. 1899. — 54 с.
- Evropejskij roman v XIX-m stoleti. Roman na zapadě: za dvě treti věka – Petrohrad: 1900
- Доктор Цыбулька: Роман П. Д. Боборыкина. — Москва; Санкт-Петербург: т-во М. О. Вольф, [1900?] (тип. т-ва М. О. Вольф в Спб.). — 296 с.
- Солидные добродетели: Роман в 4 кн. П. Д. Боборыкина. — Москва; Санкт-Петербург: т-во М. О. Вольф, [1900?] (тип. т-ва М. О. Вольф в Спб.). — 524 с.
- Истинно-научное знание: (oтвет моим критикам). — Москва: типо-лит. т-ва И. Н. Кушнерёв и К°, 1901. — 50 с.
- Večnyj gorod: (itogi perežitago) – Moskva: 1903
- Velikaja razrucha: semejnaja chronika – Moskva: 1908
- Stolicy mira: (tridcat‘ let vospominanij) – Moskva: 1911

## Česká vydání
- Mrtvola – přeložil F. J. Matěcha. Praha: František Šimáček, 1896
- Spasitel lidu – př. Karel Kolman. Praha: E. J. Baštýř, 1904
- Zmoudřel: novela – př. A. G. Stín. Praha: Jan Otto, 1910[12]
- Poslední depeše – úvod František Sekanina; př. Vítězslav Unzeitig; in: 1000 nejkrásnějších novel... č. 60. Praha: J. R. Vilímek, 1914
- Čtyři povídky – př. Vojtěch Prach; s doslovem o spisovateli a jeho díle pořádá Vincenc Červinka. Praha: Jan Otto,1921[13]
- Čínské město v Moskvě: román – př. Božena Holečková. Praha: Jan Otto, 1922
- Vasilij Ťorkin: román o 3 dílech – př. Žofie Pohorecká. Praha: Jan Otto, 1925